# Holms gammelskog
Holms gammelskog är ett naturreservat i Hudiksvalls kommun i Gävleborgs län.
Området är naturskyddat sedan 2011 och är 15 hektar stort. Reservatet består av blandbarrskog, hällmarkstallskog och klapperstensfält.